# 薩西克河
薩西克河（烏克蘭語：Сасик），是烏克蘭的河流，位於該國南部尼古拉耶夫州，發源自伊萬尼夫卡以北，流經尼古拉耶夫區，河道全長45公里，流域面積551平方公里。